# Quai Desaix (Strasbourg)
Pour les articles homonymes, voir Quai Desaix.
Le quai Desaix (en alsacien : Desaixstade) est un quai de Strasbourg situé en bordure du canal du Faux-Rempart, un bras de l'Ill canalisé, à l'ouest de la Grande Île. Il va de la Grand'Rue au quai de Paris et fait face au quai Saint-Jean.
Créé en 1833, il porte le nom du général Louis Charles Antoine Desaix, tombé à la bataille de Marengo en 1800. En 1940 il est renommé Speyertorstaden (« quai de la Porte de Spire ») avant de reprendre son nom actuel en 1945.